# Гонсалвес Феррейра Нето, Уго
Уго Гонсалвес Феррейра Нето (порт. Hugo Gonçalves Ferreira Neto, более известный, как Уго (порт. Kauê) род. 20 сентября 2001, Кабеделу, Параиба) — бразильский футболист, защитник клуба «Ботафого».

## Клубная карьера
Уго — воспитанник клубов «Коринтианс» и «Ботафого». 20 сентября 2020 года в матче против «Сантоса» он дебютировал в бразильской Серии A в составе последних. По итогам сезона клуб вылетел в бразильскую Серию B, но игрок остался в команде и через год помог ей вернуться в элиту. 19 июня 2022 года в поединке против «Интернасьонала» он забил свой первый гол за «Ботафого». 3 августа 2023 года в матче Южноамериканского кубка против парагвайского «Гуарани» Уго забил гол. 4 апреля 2024 года в поединке Кубке Либертадорес против колумбийского «Атлетико Хуниор» он отметился голом.